# Эзера, Регина
Регина Эзера (Регина Робертовна Киндзуле) (латыш. Regīna Ezera, 20 декабря 1930 — 11 июня 2002) — латышская писательница, заслуженный работник культуры Латвийской ССР (1974), Народный писатель Латвийской ССР (1981). Кавалер Ордена Трёх Звезд IV степени.

## Биография
Регина Эзера родилась 20 декабря 1930 года в Риге в семье столяра Роберта и медсестры Луции Шамрето. В 1944 году семья была вывезена на работы в Германию. Когда весной 1945 года американцы увозили «перемещенных лиц» дальше на Запад, она с родителями убежала из эшелона и осталась в советской зоне оккупации. Осенью 1945 года она вернулась в Ригу.
Окончила журналистское отделение историко-филологического факультета Латвийского государственного университета (1955). Работала в газете «Рionieris» (1954—1957). Первая публикация под псевдонимом Эзера (латыш. — ezers, рус. — озеро) — рассказ «Pat īkšķis nelīdzēja» в детском журнале «Bērnība» («Детство») (1955). Первая изданная книга — сборник рассказов «Un ceļš vēl kūp» (1961). Первый роман «Под весенним небом» вышел в 1961 году. Член Союза писателей Латвии с 1961 года.
В 1963 году опубликован второй роман писательницы — «Их было три»
Книги Регины Эзере неоднократно издавались в переводе на русский язык рижским издательством «Liesma», московскими «Известия» (в серии Библиотека «Дружбы народов») и «Советский писатель».
В 1976 году по роману «Колодец» на Рижской киностудии режиссёром Гунаром Цилинским был снят художественный фильм «Соната над озером». В 1996 году на Латвийском телевидении режиссёром Таливалдисом Маргевичем была экранизирована книга «Яйцо дракона», в одной из ролей снялась Регина Эзера.
Семья:
первый муж — бывший легионер Екаб Ласенберг;
второй муж — журналист и переводчик Чеслав Киндзулис (Česlavs Kindzulis).
Три дочери: Инесе, Илзе и Айя.
С 1978 года жила в сельской местности в своём деревенском доме, недалеко от Риги — на хуторе «Олений» под городком Кегумсом.
Ушла из жизни 11 июня 2002 года. Похоронена на Томесском кладбище в окрестностях Кегумса.
В доме писательницы в 2003 году был открыт мемориальный музей.

## Признание и награды
- Литературная премия им. Э. Вейденбаума (1968)
- Государственная премия Латвийской ССР в области литературы (1972)
- Заслуженный работник культуры Латвийской ССР (1974)
- Народный писатель Латвийской ССР (1981)
- Кавалер Ордена Трёх Звезд IV степени (1995)
- Внесена в Латвийский культурный канон

##### Рассказы
- «Zilonis»
- «Un ceļš vēl kūp» (1961)
- «Daugavas stāsti» (1965)
- «Aiztek Gaujas ūdeņi, aiztek» (1968)
- «Saules atspulgs» (1969)
- «Grieze — trakais putns» (1970)
- «Nakts bez mēnesnīcas» (1971)
- «Pavasara pērkons» (1973)
- «Vasara bija tikai vienu dienu» (1974)
- «Cilvēkam vajag suni» (1975)
- «Baraviku laika dullums» (1978)
- «Slazds» (1979)
- «Princeses fenomens» (1985)
- «Pie klusiem ūdeņiem» (1987)

##### Романы
- «Zem pavasara debesīm» («Под весенним небом») (1961)
- «Viņas bija trīs» (1963)
- «Dzilnas sila balāde» (1968)
- «Aka» (1972)
- «Zemdegas» (1977)
- «Mežābele» (1966)
- «Izlase» (1979)
- «Nostalģija» (1979)
- «Saulespuķes no pērnās vasaras» (1980)
- «Varmācība» (1982)
- «Nodevība» (1984)
- «Dzīvot uz savas zemes» (1984)
- «Virtuvē bez pavārgrāmatas» (1989)
- «Stāsti un noveles» (1990)
- «Visticamāk, ka ne…» (1993)
- «Zvaigžņu lietus» (1994)
- «Pūķa ola» (1995)
- «Visticamāk, ka jā…» (1996)
- «Mazliet patiesības. Nedaudz melu…» (1997)

##### Собрания сочинений
- «Raksti, I» (2000)
- «Raksti, II» (2001)